# 3DO Interactive Multiplayer
3DO Interactive Multiplayer (najczęściej po prostu 3DO) – konsola gier wideo produkowana od 1993 przez firmy Panasonic, Sanyo i GoldStar na podstawie specyfikacji stworzonej przez firmę The 3DO Company.

## Historia

Logo konsoli

Pierwszym celem firmy było stworzenie konsoli gier wideo piątej generacji z napędem CD, które byłyby produkowane przez partnerów firmy na podstawie różnych licencji. The 3DO Company zarabiałoby na opłacie licencyjnej od każdej sprzedanej konsoli i każdej wyprodukowanej gry. Firma oferowała lepsze warunki i niższe opłaty licencyjne (3 dolary od każdej wyprodukowanej gry) dla producentów gier niż konkurencja – Nintendo i Sega. Premiera platformy odbyła się w październiku 1993 w USA. 
W momencie premiery, cena konsoli w porównaniu z konkurencyjnymi konsolami była wysoka. Kiedy pojawiło się Sony PlayStation z niższą ceną oraz sprzętową obsługą grafiki 3D, gry na konsolę 3DO zostały uznane za gorsze, a dla produktu 3DO nie było już żadnego ratunku. W 1996 roku firma 3DO sprzedała projekt konsoli kolejnej generacji o kodowej nazwie M2 firmie Matsushita Electric Industrial Co., Ltd. i zaczęła produkować oraz wydawać gry na platformę PlayStation.
W marcu 1995, konsola została wydana w Polsce przez przedsiębiorstwo Discomp, ponieważ polskie oddziały Panasonic i Goldstar nie był zainteresowane sprzedażą. Sprowadzano modele FZ-1, FZ-10 i GDO-101M, których cena podobnie jak w reszcie krajów na świecie była bardzo wysoka.

## Modele
Panasonic FZ-1 REAL 3DO Interactive Multiplayer - Pierwsze licencjonowane urządzenie opracowane przez firmę Matsushita. Miało swoją premierę na przełomie 1993 i 1994 roku.
Panasonic FZ-10 R·E·A·L 3DO Interactive Multiplayer - Drugie urządzenie na licencji 3DO projektu Matsushity. Zostało wydane pod koniec 1994 roku. 
Panasonic N-1005 3DO CD Changer "ROBO" - Trzecie urządzenie 3DO opracowane przez Matsushitę. Zostało wydane tylko w Japonii. Wyposażone zosta;p w pięć napędów CD.
GoldStar GDO-101 Alive 3DO Interactive Multiplayer - Urządzenie opracowane przez GoldStar. Miało swoją premierę w 1994 roku. 
GoldStar GDO-101M 3DO Interactive Multiplayer - Zmodyfikowana wersja GDO-101 Alive, stworzona z myślą o rynkach zachodnich.
GoldStar GDO-202 3DO Interactive Multiplayer - Następca obu dotychczasowych modeli firmy GoldStar. Dostępny był tylko w Europie i Korei. 
GoldStar GDO-203 3DO Alive II - Następca modelu GDO-202. Urządzenie wydano w 1995 roku wyłącznie w Korei Południowej i dość szybko wycofano z produkcji.
Sanyo IMP-21J TRY 3DO Interactive Multiplayer - Konsola opracowana przez Sanyo. Została wydana w marcu 1995 roku i dostępna była tylko na rynku japońskim.
Creative 3DO Blaster - Akcesorium komputerowe zawierające podzespoły 3DO. Zostało opracowane przez firmę Creative Labs i wydano je w 1994 roku.
Automaty American Laser Games - niektóre automaty firmy ALG korzystały z podzespołów 3DO i dzieliły gry z tą platformą.
DMB-800 - Urządzenie produkowane przez firmę Samsung. Zostało stworzone z myślą o rynku koreańskim. Model ten wspiera karaoke oraz VCD.

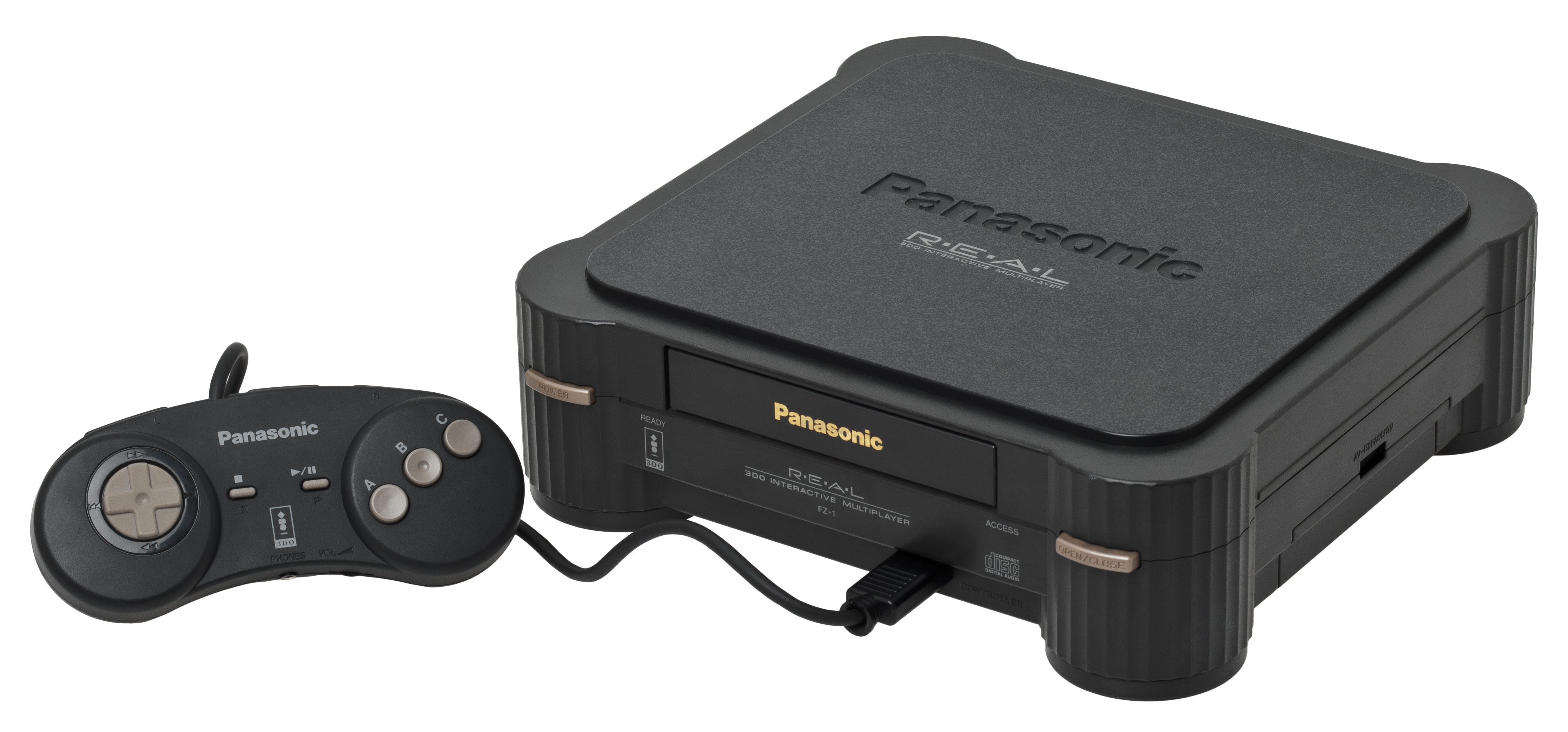
Panasonic FZ-1
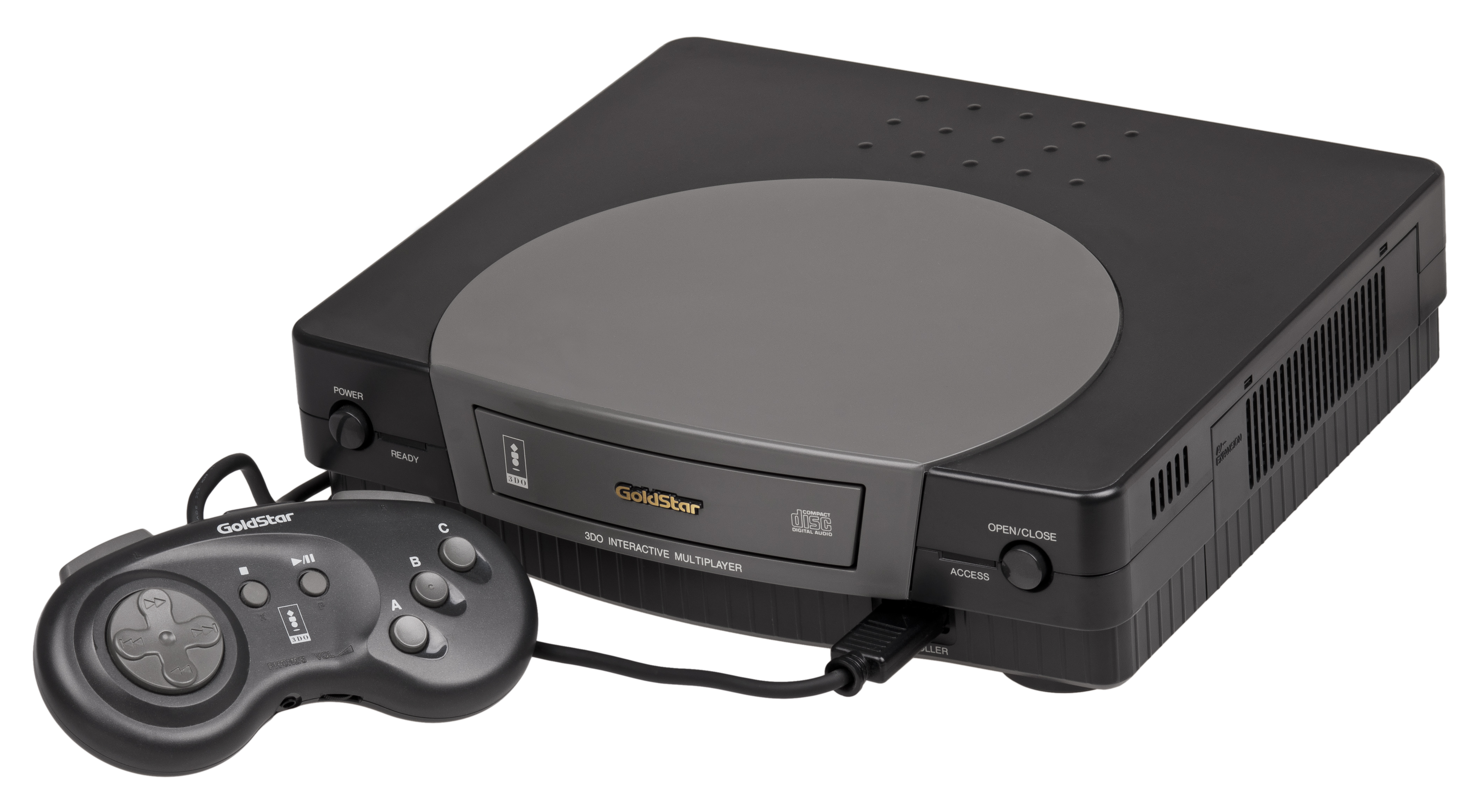
GoldStar GDO-101M
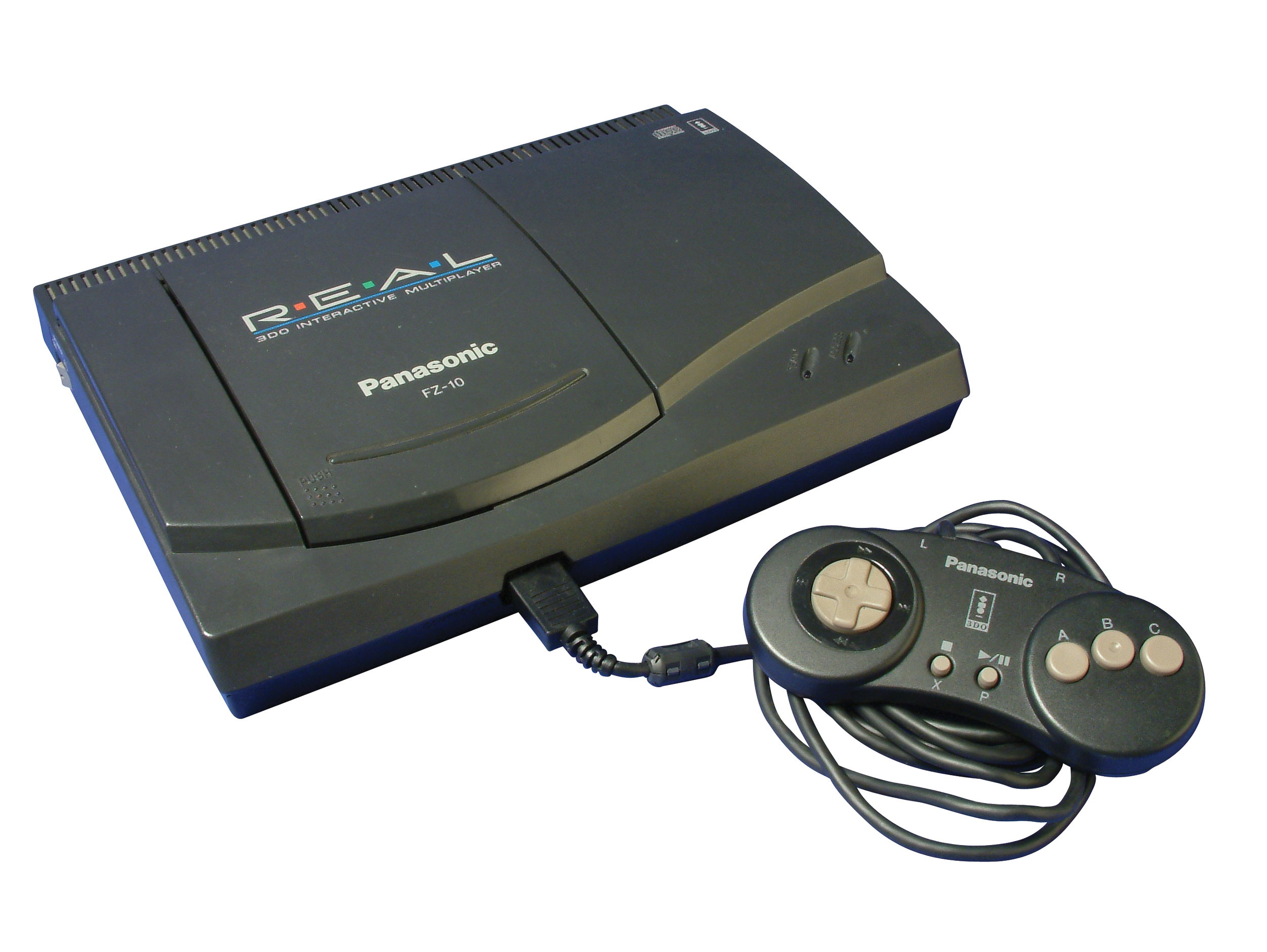
Panasonic FZ-10
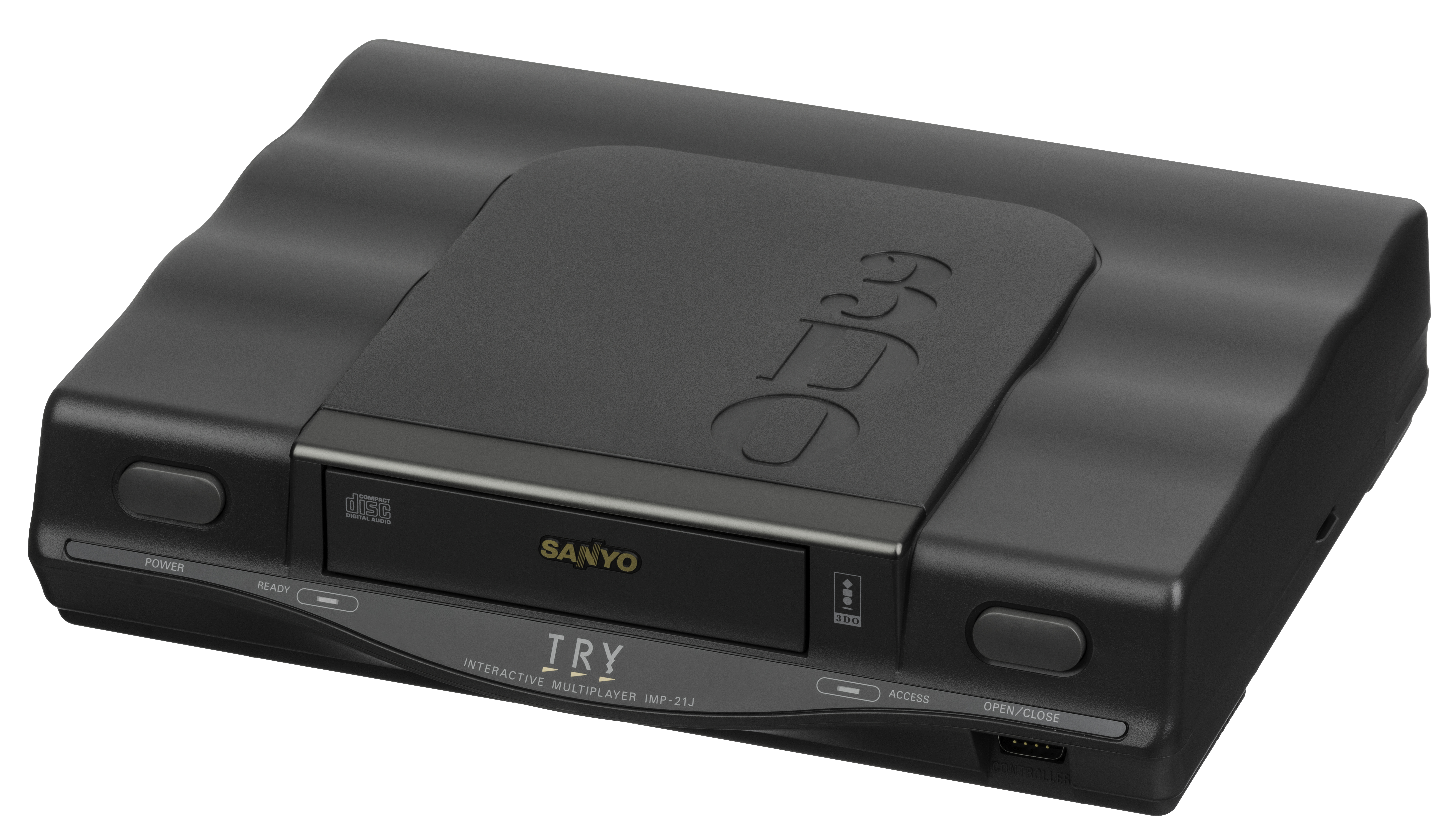
Sanyo IMP-21J TRY

## Dane techniczne
- CPU – 32-bitowy procesor RISC 12.5 MHz ARM60, koprocesor matematyczny, 32 kb SRAM
- Pamięć konsoli – 2 MB RAM, 1 MB Video RAM
- Procesor graficzny –  tryby graficzne 320x240 lub 320x480, 24-bitowa paleta kolorów
- Dźwięk – 20-bitowy procesor DSP,  wsparcie dla dźwięku przestrzennego Dolby Surround
- Napęd dysków CD-ROM podwójnej prędkości